# HD 182900
HD 182900，又名BD+12 3907，SAO 104832、HR 7389，是一颗恒星，视星等为5.74，位于銀經48.49，銀緯-1.66，其B1900.0坐标为赤經19h 21m 45.2s，赤緯+12° -1.66′ 21″。